# Vargöns kraftverk
Vargöns kraftverk, kraftverk i Göta älv vid Vargön. Vid detta kraftverk regleras höjden på hela Vänern. Kraftverket invigdes den 30 maj 1934 av Gustaf V och finns inspelad på film. Kraftverksbyggnaden ritades av Erik Hahr. Kraftverket innehöll ursprungligen två turbiner, men byggdes under 1980-talet ut med ytterligare en turbin som togs i drift i februari 1989.
På andra stranden mitt emot kraftstationen ligger smältverket Vargön Alloys AB och fram till 2008 även Holmen pappersbruk. Dessa båda industrier härstammar från Wargöns AB som drev ett pappersbruk på samma plats redan innan kraftverket byggdes.

## Aggregat 1 och 2
Turbinerna är monterade vertikalt och av Kaplan typ. Löphjulen är monterade över den övre vattenytan och är därför helt beroende av sina sugrör för att fungera.

## Aggregat 3
Turbinen är av rörkaplan typ och monterad horisontellt.